# ディオティマ
ディオティマ（古代ギリシア語: Διοτίμα、ラテン語: Diotīma）、ないし、マンティネイアのディオティマ（英語: Diotima of Mantinea）は、プラトンの『饗宴』において重要な役回りで言及される哲学者の女性、巫女（祈祷師）。彼女の思想とされるものは、プラトニック・ラブという概念の起源となった。彼女について言及した史料は、プラトンによるものしか存在していないため、彼女が歴史上の実在の人物であったのか、架空の人物に過ぎないのかは定かではないが、いずれにせよ、プラトンの対話篇に登場する人物のほとんどは、古代のアテナイに実在していた人物に対応していることは明らかになっている。

## 響宴における役割
プラトンの『饗宴』において、宴に集まった人々は、愛の意義について議論を交わす。そこでソクラテスは、自分が若かった頃に、予言者で巫女であったディオティマから「愛の哲学」を教えられたと述べる。ソクラテスはまた、ディオティマが、アテナイにおける疫病の蔓延を遅らせることに成功した，とも述べる。
響宴においてソクラテスが語る、かつての対話の中で、ディオティマはソクラテスに、性愛＝エロースの誕生について、エロースが「資源と需要」の息子である、と語る。ディオティマの見解では、愛は神性の黙想へと上昇する手段である。ディオティマにとって、他の人々への愛の最も正しい用い方は、自らの意思を神性への愛に向けることであった純粋なプラトニック・ラブにおいて、美しい、愛らしい他者は、人の意思と魂に霊感を与え、その意識を霊的対象へと向ける。人は、他者の美しさの認知から、特定の個人からは切り離された美そのものへの賞賛へ、さらに美の源泉である神性の考察へと進み、神性への愛へと至るのである。

## 背景
ディオティマという名は、「ゼウスによって讃えられた」という意味である。彼女の出身地とされるマンティネイア (Mantineia) は、ペロポネソス半島にあった古代ギリシアの都市国家であり、ペロポネソス戦争の際に、その最も大きな戦闘（マンティネイアの戦い (紀元前418年)）が戦われた場所でもあった。
19世紀から、20世紀初頭にかけての研究者たちは、ディオティマは、ペリクレスの愛人であったアスパシアの知性とウィットに感銘を受けたプラトンが、彼女をモデルに創作した架空の人物であると考えていた。しかし、ディオティマが結局のところ誰なのかは、判明しているとは言い難いままである。アスパシアは、プラトンの対話篇『メネクセノス』に、そのままの名で登場するので、一部の研究者たちは、プラトンは言及する人物に仮名などは使っておらず、ディオティマも歴史上実在した人物だったはずだ、と考えている。

## 後代への影響、名前の流用
彼女の名前は、哲学や芸術に関係する事業や、雑誌、論文、その他の名称に用いられている。
- ポーランドの作家ヤドヴィガ・ウシュチェヴスカ（Jadwiga Łuszczewska、1834年 – 1908年）は、ディオティマを意味する筆名（デオテュマ、Deotyma）を用いた。
- ドイツの詩人フリードリヒ・ヘルダーリンは、小説『ヒュペーリオン』を書く着想を与えた女性ズゼッテ・ゴンタルト (Susette Gontard) を、作中ではディオティーマとして登場させている。この作品では、架空の一人称の主人公であるヒュペーリオンが、ベラルミンやディオティーマに宛てた書簡を綴る。
- イタリアの作曲家ルイジ・ノーノは、ディオティマの名を弦楽四重奏曲『断片＝静寂、ディオティーマへ (Fragmente-Stille, an Diotima)』の標題に入れ、ヘルダーリンの『ヒュペーリオン』から、作中のディオティーマ宛の書簡の引用を盛り込んだ。
- ディオティマは、ロベルト・ムージルの小説『特性のない男 (Der Mann ohne Eigenschaften)』の主要登場人物のひとり。
- ディオティマは、サイレント映画『聖山 (Der heilige Berg)』におけるレニ・リーフェンシュタールの役名。
- ディオティマは、ボリス・パステルナークの短い詩「Irpen」に登場する女性。
- マンティネイアのディオティマは、ゲイリー・コービー (Gary Corby) の小説『The Pericles Commission』と『The Ionia Sanction』のおもな登場人物である2人のうちのひとり。
- 『Diotima』は、ニューヨークの実験的ブラックメタル・バンド、クラリス (Krallice) の3枚目のアルバム。
- 小惑星ディオティマ (423 Diotima)は、ディオティマにちなんで名付けられたものである。